# Ивашев, Василий Петрович (инженер)
Васи́лий Петро́вич Ива́шев (1879, Санкт-Петербург — 1950, Ленинград) — российский и советский инженер-железнодорожник. Строитель Мурманской железной дороги, проектировщик первой в практике железнодорожного строительства фильтрующей дамбы — дамбы Ивашева. Полный тёзка своего деда — декабриста Василия Петровича Ивашева.

## Биография
Родился в 1879 году в Санкт-Петербурге.
В 1901 году окончил Институт инженеров путей сообщения. В 1902 году был назначен начальником дистанции по постройке железной дороги Санкт-Петербург — Вологда, затем стал помощником начальника службы пути Николаевской железной дороги. С 1910 года — начальник изыскательской партии и дистанции постройки среднего участка Амурской железной дороги, с лета 1915 года — начальник 6-го (Княжегубского) участка строительства Мурманской железной дороги (Сороцкая бухта — Кандалакша).
В начале 1920-х годов служил инженером на строительстве участка железной дороги Баку — Жульфа, в 1920-х—1930-х годах — инженером Мурманской (Кировской) железной дороги. В 1940-х годах был сотрудником Ленинградского проектного железнодорожного института.
Автор первого в практике железнодорожного строительства проекта фильтрующей дамбы (дамбы Ивашева) в приливно-отливной зоне в Кандалакше, действующей по сей день. Инженерное решение этой дамбы вошло во все учебники по гидротехническому и железнодорожному строительству. Участник строительства железнодорожных мостов через реку Ковда, систем водоснабжения на станции Княжая, Кандалакша, Охтоканда. Руководитель работ по электрификации железной дороги Кандалакша — Мурманск.
Умер в 1950 году в Ленинграде.

### Родственные связи
- Прадед — Пётр Никифорович Ивашев (1767—1838), российский военный инженер, генерал-майор.
- Прабабушка — Мари-Сесиль (Мария Петровна) Ле-Дантю (урождённая Вабль, 1773—1865), француженка, сбежавшая от первого мужа из Франции в Россию со своим любовником Пьером-Рене Ле-Дантю (прадедом Василия Ивашева)[2].
- Дед — Василий Петрович Ивашев (1797—1841), декабрист.
- Бабушка — Камилла Петровна Ивашева (урождённая Ле-Дантю, 1808—1839), дочь гувернантки в доме Ивашевых, ставшая невестой уже ссыльного Василия Ивашева. Ключевой персонаж герценовского мифа о любви француженки и декабриста, бережно воспроизводившегося в советское время[3].
- Отец — Пётр Васильевич Ивашев, третий и самый младший ребёнок в семье Василия и Камиллы Ивашевых, единственный сын.
- Тётя — Мария Васильевна Трубникова (урождённая Ивашева, 1835—1897), активистка женского движения в России.
- Троюродный дядя — Дмитрий Васильевич Григорович (1822—1900), русский писатель.
- Троюродный племянник — Михаил Васильевич Ле-Дантю (1891—1917), российский художник-авангардист.